# 1098 Hakone
Hakone (asteroide 1098) é um asteróide da cintura principal com um diâmetro de 24,73 quilómetros, a 2,3768275 UA. Possui uma excentricidade de 0,1167455 e um período orbital de 1 612,38 dias (4,42 anos).
Hakone tem uma velocidade orbital média de 18,15669692 km/s e uma inclinação de 13,36171º.
Esse asteróide foi descoberto em 5 de setembro de 1928 por Okuro Oikawa.